# Dekanat Kirchschlag
Dekanat Kirchschlag – jeden z 17 dekanatów rzymskokatolickich wchodzących w skład wikariatu Unter dem Wienerwald archidiecezji wiedeńskiej w Austrii. W jego skład wchodzi 9 parafii. 

## Lista parafii
| Lp. | Miejscowość                       | Parafia                                        | Kościół                                                          | Grafika |
| --- | --------------------------------- | ---------------------------------------------- | ---------------------------------------------------------------- | ------- |
| 1   | Bad Schönau                       | Parafia Świętych Apostołów Piotra i Pawła      | Kościół Świętych Apostołów Piotra i Pawła w Bad Schönau          |         |
| 2   | Hochneukirchen-Gschaidt           | Parafia św. Magdaleny                          | Kościół św. Magdaleny w Hochneukirchen-Gschaidt                  |         |
| 3   | Hochneukirchen                    | Parafia św. Bartłomieja                        | Kościół św. Bartłomieja w Hochneukirchen                         |         |
| 4   | Hollenthon                        | Parafia Wniebowzięcia Najświętszej Maryi Panny | Kościół Wniebowzięcia Najświętszej Maryi Panny w Hollenthon      |         |
| 5   | Kirchschlag in der Buckligen Welt | Parafia św. Jana Chrzciciela                   | Kościół św. Jana Chrzciciela w Kirchschlag in der Buckligen Welt |         |
| 6   | Krumbach                          | Parafia św. Stefana                            | Kościół św. Stefana w Krumbach                                   |         |
| 7   | Lichtenegg                        | Parafia Matki Bożej Śnieżnej                   | Kościół Matki Bożej Śnieżnej w Lichtenegg                        |         |
| 8   | Wiesmath                          | Parafia Świętych Apostołów Piotra i Pawła      | Kościół Świętych Apostołów Piotra i Pawła w Wiesmath             |         |
| 9   | Zöbern                            | Parafia św. Grzegorza                          | Kościół św. Grzegorza w Zöbern                                   |         |